# Kihajolni veszélyes
Kihajolni veszélyes è un film del 1978 diretto da János Zsombolyai.

## Trama
La vita di una piccola stazione ferroviaria dove fermano i treni diretti a Budapest.

## Produzione
Il film fu prodotto dalla Dialóg Filmstúdió e dalla Hungarofilm.

## Distribuzione
Uscì nelle sale cinematografiche ungheresi il 27 aprile 1978. Conosciuto internazionalmente con il titolo inglese Don't Lean Out the Window, in Francia prese in titolo Il est dangereux de se pencher au dehors mentre in Finlandia venne ribattezzato per la tv Älä roiku ikkunasta.